# Josef Pavlata
Josef Pavlata (* 18. května 1949 Tanvald) je český politik, v letech 1996 až 2008 senátor za obvod č. 24 – Praha 9, v letech 2009 až 2015 člen Rady České televize, člen ODS.

## Vzdělání, profese a rodina
Odmaturoval na gymnázium v Tanvaldu, poté absolvoval nástavbu SKS v oboru řízení kultury. Mezi lety 1968–1990 pracoval na různých nižších pozicích v divadelnictví, například působil jako kulisák na kladenském divadle, poté se živil jako rekvizitář a hudebník v Divadle E. F. Buriana, následně pracoval jako referent pro hudební zájmovou činnost kulturního střediska Praha-východ. Od roku 1991 řídil Obvodní kulturní dům (OKD) v Praze 9.
V roce 1986 byl odsouzen k třinácti měsícům odnětí svobody za „rozkrádání majetku v socialistickém vlastnictví“.

## Politická kariéra
V letech 1989–1990 působil jako mluvčí Občanského fóra. V roce 1991 spoluzakládal ODS. V letech 1998–2001 zasedal v zastupitelstvu hlavního města Prahy, na tuto pozici rezignoval, aby se mohl plně věnovat předvolební kampani.
Ve volbách 1996 se stal členem horní komory českého parlamentu, když v prvním kole získal 48,41 % hlasů proti sociálnímu demokratovi Zdeňku Trojanovi, který obdržel 19,17 % hlasů. Ve druhém kole zvítězil se 62,45 % hlasů. V senátu se angažoval ve Výboru pro zahraniční věci, obranu a bezpečnost.
Ve volbách 2002 svůj mandát obhájil. Ve druhém funkčním období předsedal Volební komisi a působil ve Výboru pro vzdělávání, vědu, kulturu, lidská práva a petice. Potřetí již nekandidoval.
Z funkce radního České televize, kterým se stal 29. května 2009, kritizoval pořad Uvolněte se, prosím Jana Krause pro nevyváženost dílu, ve kterém vystupovala Helena Vondráčková a předmětem rozhovoru byl soudní spor s Martou Kubišovou ohledně neuskutečněných koncertů. Pavlatovi se nelíbilo, že moderátor nedal příležitost reagovat druhé straně. Mandát radního ČT mu vypršel v květnu 2015.